# Metahyamus jacobsoni
Metahyamus jacobsoni – gatunek kosarza z podrzędu Laniatores i rodziny Assamiidae.

## Występowanie
Gatunek występuje na wyspie Simalur.